# Gorno Izvorovo
Gorno Izvorovo (bulgariska: Горно Изворово) är ett distrikt i Bulgarien.   Det ligger i kommunen Obsjtina Kazanlăk och regionen Stara Zagora, i den centrala delen av landet, 180 km öster om huvudstaden Sofia.
I omgivningarna runt Gorno Izvorovo växer i huvudsak lövfällande lövskog. Runt Gorno Izvorovo är det ganska glesbefolkat, med 34 invånare per kvadratkilometer.